# Jojo (film)
Pour plus de détails, voir Fiche technique et Distribution.
Jojo est un film français réalisé par Antoni Collot et sorti en 2021.

## Synopsis
Le cinéaste imagine l'enfance de Georges Bataille. Le danger rôde. Jojo, 13 ans, s’apprête à abandonner un père neuro-syphilitique à la solitude de sa cécité. Ces deux-là, accompagnés par la présence fascinante et ambiguë d’une jeune garde malade, disposent de quelques jours pour se dire adieu.
La culpabilité matinée d’amour filiale donnera naissance au penseur des paroxysmes d’Eros, Georges Bataille. Jojo c’est la part manquante, le récit rêvé, d’un enfant qui regarde le soleil en face.

## Fiche technique
- Titre : Jojo
- Réalisation : Antoni Collot
- Scénario : Antoni Collot
- Photographie : Antoni Collot
- Son : Antoni Collot
- Montage : Antoni Collot
- Production : Ses yeux de fougère Films
- Pays d'origine :  France
- Tournage : dans le département de la Nièvre[1]
- Durée : 90 minutes
- Date de sortie : France - 21 juillet 2021 (présentation au FIDMarseille)[2]

## Distribution
- Attila Meste de Segonzac : Jojo
- Romane Charbonnel : Pernette
- Antoni Collot : Joseph
- Nicolas Bouyssi : Georges

## Distinctions

### Récompense
- Prix d'intérprétation pour Attila Meste de Segonzac, compétition internationale du FID Marseille 2021.
- Prix d'interprétation pour Attila Meste de Segonzac au Festival international de cinéma de Khanty-Mansiïsk 2022[3].

### Sélection
- FID Marseille 2021, compétition internationale.
- Festival Doclisboa 2021[4]
- Festival International du film de Khanty-Mansiïsk 2021
- Festival International CPHDOX 2021